# Monte Stubberud
Il Monte Stubberud (in lingua inglese: Mount Stubberud) è una montagna antartica, alta 2.970 m, situata circa 3,7 km a sudest del Beck Peak, su una dorsale che si eleva dal fianco settentrionale del Nilsen Plateau, nei Monti della Regina Maud, in Antartide.   
Il monte è stato mappato dall'United States Geological Survey (USGS) sulla base di ispezioni in loco e foto aeree scattate dalla U.S. Navy nel periodo 1960-64.
La denominazione è stata assegnata dall'Advisory Committee on Antarctic Names (US-ACAN) in onore di Jorgen Stubberud, carpentiere della Fram, la nave dell'esploratore polare norvegese Roald Amundsen, nonché membro del gruppo permanente alla Framheim, la base polare della spedizione antartica di Amundsen del 1910-12. La denominazione preserva così lo spirito della designazione di Monte J. Stubberud fatta da Amundsen nel 1911 e applicata a una vetta non identificata di questa zona.